# Tim Page
Pour les articles homonymes, voir Page.
Timothy John Page, dit Tim Page, est un photographe de guerre britannique né le 25 mai 1944 à Tunbridge Wells dans le Kent (Angleterre) et mort le 24 août 2022 à Bellingen en Nouvelle-Galles du Sud (Australie).
Lauréat en 1997 de la Robert Capa Gold Medal, il s’est fait connaître par ses photos prises au cours de la guerre du Viêt Nam.

## Biographie
Orphelin, Timothy John Page naît le 25 mai 1944 à Tunbridge Wells dans le Kent.
Son père a été tué alors qu’il servait dans marine britannique pendant la Seconde Guerre mondiale. Sa mère biologique est inconnue. Il est adopté quelques mois après sa naissance par John et Fane Page.
En 1960, il est victime d’un grave accident de moto et vit une expérience de mort imminente. Il quitte l’Angleterre en 1962 pour voyager en Europe et à travers le Moyen-Orient.
Il va ensuite jusqu’au Népal, en Thaïlande et, en 1963, au Laos où il commence la photographie en amateur avec un boîtier Pentax.
Il vit de petits métiers et de petits trafics : il donne des cours d’anglais, travaille dans une usine à chewing-gums, revend des gélules d’huile de foie de morue en Thaïlande, des ampoules, des montres ou des encyclopédies, fait de la contrebande de cigarettes. Il transporte aussi du haschich depuis la région de Khyber au Pakistan.
Au Laos, l’Agence des États-Unis pour le développement international le recrute, à 160 dollars par mois, pour diriger des ouvriers laotiens chargés de sélectionner des plantes exotiques pour le compte du département de l’Agriculture.
Il fait des photos d’une tentative de coup d'État au Laos en février 1965. Grâce à ce reportage, il est engagé le 6 février 1965 comme photographe au Vietnam, pour 90 dollars par semaine, par l’agence United Press International (UPI). Il a vingt-et-un ans.
À Saïgon, Tim Page partage une maison située au 47 Bui Thi Xuan, avec son ami le photographe Sean Flynn qui travaille alors pour Paris Match. Connue sous le nom de « Frankie’s House » d’après le nom du domestique vietnamien chargé de l’intendance, elle est le quartier général des correspondants de guerre basés dans la ville.
Tim Page est blessé en septembre 1965 à Chu Lai, touché par des éclats d’obus dans les jambes et le ventre, puis à Da Nang en mai 1966, lors d’une rébellion militaire pro-bouddhiste, où il reçoit de nombreux éclats de grenade à la tête au dos et aux bras. En août 1966, alors qu’il est en reportage à bord du Point Welcome, un bâtiment de la garde côtière américain patrouillant en mer de Chine méridionale, celui-ci est mitraillé par l'US Air Force après avoir été confondu avec une embarcation Viet Cong ; Page est touché par plus de deux cents schrapnels.
Il quitte le Viêt Nam en 1967 pour être affecté au bureau d'UPI à Paris où il s’ennuie. Il profite d’un séjour de six semaines au Liban et en Jordanie pour couvrir la Guerre des Six Jours en 1967, et à son retour fait un bref séjour à Saint-Tropez.
Le 9 décembre de la même année, à l’occasion d’un passage aux États-Unis, il passe une nuit en cellule avec Jim Morrison après que la police ait interrompu un concert des Doors à New Haven, dans le Connecticut.
Au printemps 1968, Tim Page retourne au Vietnam pour assister à l’offensive du Tết. En avril 1969, il saute sur une mine à Cu Chi, dans les environs de Saïgon, en sortant d’un hélicoptère. Le crâne ouvert, il fait trois arrêts cardiaques et est déclaré Dead On Action à l’hôpital, mais il survit à ses blessures. Rapatrié en urgence aux États-Unis, il subit plusieurs opérations chirurgicales dont une de dix heures et restera hémiplégique pendant un an. Sa carrière au Vietnam prend définitivement fin.  
Au cours de sa convalescence, il se rapproche du mouvement des vétérans du Viêt Nam qui militent contre la guerre, et travaille comme soignant auprès des amputés et des soldats qui souffrent de troubles de stress post-traumatique.
Ses photos de la guerre du Viêt Nam, diffusées par United Press International et Associated Press, sont publiées par les grands magazines Time-Life et Paris Match, et il est reconnu comme étant un des meilleurs photojournalistes ayant documenté cette guerre.
Tim Page a été blessé à quatre reprises entre 1965 et 1969. De cette expérience, il déclare au magazine Vice en 2013 :

« Nous allions au champ de tir, nous montions à bord d'hélicoptères, à l’avant de bateaux rapides, nous fumions de l'opium de bonne qualité, buvions de la bière fraîche. C’était dangereux, on se chiait dessus à chaque fois qu’on se faisait tirer dessus, mais d’un autre côté, c’était une vraie aventure. Et le Vietnam, c’était magnifique. »

— Tim Page, Vice Magazine
Dans son ouvrage Putain de mort (Dispatches), Michael Herr décrit Tim Page comme « le plus extravagant de tous les fous apolitiques, radicaux et tordus qui se trouvent au Viêt Nam ».
Page s’installe brièvement à Rome en 1971 et finit par rentrer en Angleterre. Il souffre de troubles de stress post-traumatique et fait une tentative de suicide. Dans les années 1970, il travaille à la pige pour des magazines de musique tels que Crawdaddy et Rolling Stone.
Déterminé à rendre hommage à tous ses confrères tués ou portés disparus au Vietnam, il cofonde au Cambodge l'Indochina Media Memorial Foundation (en) (IMMF) en 1991 et anime des formations de photographie de presse destinées à des jeunes journalistes vietnamiens.
Il entreprend des recherches, restées vaines, pour connaître le sort de ses amis, les photographes Sean Flynn et Dana Stone, disparus le 6 avril 1970 au Cambodge alors qu’ils circulaient à moto.
En 1997, il édite avec Horst Faas Requiem, un ouvrage mémorial qui rend hommage aux 135 photographes tués au Vietnam et en Indochine entre 1962 et 1975. Les deux hommes sont honorés à cette occasion par le gouvernement vietnamien d’un Hero of the Cultural Revolution Award.
En 2009, il est en Afghanistan en tant qu’ambassadeur de bonne volonté auprès du Haut Commissariat des Nations unies pour les réfugiés,.
Tim Page vit à Brisbane en Australie, où il enseigne le photojournalisme à l’université Griffith.
Il meurt à Bellingen en Nouvelle-Galles du Sud le 24 août 2022, à l’âge de 78 ans, des suites d’un cancer du foie,,.

## Publications

### Monographies
- Ten Years After: Vietnam Today, Alfred A. Knopf, 1987
- Page After Page, Paladin Press, 1988
- NAM: The Vietnam Experience 1965-75, avec John Pimlott, Barnes & Noble, 1995
- Tim Page’s Nam, Thames & Hudson Ltd, 1995
- Requiem : par les photographes morts au Viêt-Nam et en Indochine, photos rassemblées par Tim Page et Horst Faas, Éditions Marval, 1998
- Derailed in Uncle Ho’s Victory Garden: Return to Vietnam and Cambodia, Gardners Books, 1999
- Mid-term Report, Thames & Hudson Ltd, 1999
- The Mindful Moment, Thames & Hudson Ltd, 2001[12] – édition française : Instants de grâce, Éditions de la Martinière, Paris, 2001
- Another Vietnam: Pictures of the War from the Other Side, National Geographic, 2002
- Nam Contacts, livre d’art, tirage limité, Momento Pro, 2021[19]

### Ouvrage collectif
- Vietnam, Vietnam, in Photographs and Text, avec Felix Greene, Fulton Publishing Company, 1966

## Prix et distinctions
- 1997 : Prix George-Polk (avec Horst Faas), pour Requiem : par les photographes morts au Viêt-Nam et en Indochine[20]
- 1997 : Prix Robert Capa Gold Medal (avec Horst Faas) pour Requiem : par les photographes morts au Viêt-Nam et en Indochine[21]
- 1997 : Vietnam Hero of the Cultural Revolution Award[6]
- 1998 : Prix de la publication Infinity Award (avec Horst Faas), pour Requiem : par les photographes morts au Viêt-Nam et en Indochine[22]
- 2012 : 100 Most Influential Photographers of All Time, par le Professional Photographer Magazine[23]

## Documentaires, littérature, série télévisée

### Documentaires
- Tim Page: Mentioned in Dispatches, documentaire de Christopher Sykes, BBC Four, 1979, 32 min[24].
- Danger on the Edge of Town, sorti en 1992, raconte la quête de Tim Page pour découvrir le sort de ses amis Sean Flynn et Dana Stone, disparus au Cambodge en 1970[25].
- Nam, retour sur images, film documentaire de Patricia Duez et Alphonse-Bernard Seny, Quark Production, Paris, 1999, 52 min[26].
- Vietnam’s Unseen War: Pictures from the Other Side, documentaire de Brian Breger, National Geographic Explorer, 2002, 60 min[27].

### Littérature
- Michael Herr, Putain de mort (Dispatches), trad. Pierre Alien, Albin Michel, 1980[28]
- Collectif, Vietnam - La guerre en face : avec les photographies de The Associated Press, Paris, Éditions Les Arènes, septembre 2014, 303 p. (ISBN 9782352043508), p. 27 et 34

### Série télévisée
- Frankie’s House, avec Kevin Dillon et Iain Glen, 1992. Mini-série britannique / australienne, adaptée de la biographie de Tim Page sur sa relation avec Sean Flynn  pendant la guerre du Vietnam[29].

### Cinéma
- Le personnage halluciné de reporter photographe, incarné par Dennis Hopper dans le film de Francis Ford Coppola Apocalypse Now, est inspiré de la vie de Tim Page pendant la guerre du Vietnam[30].